# ケグ・スタンド

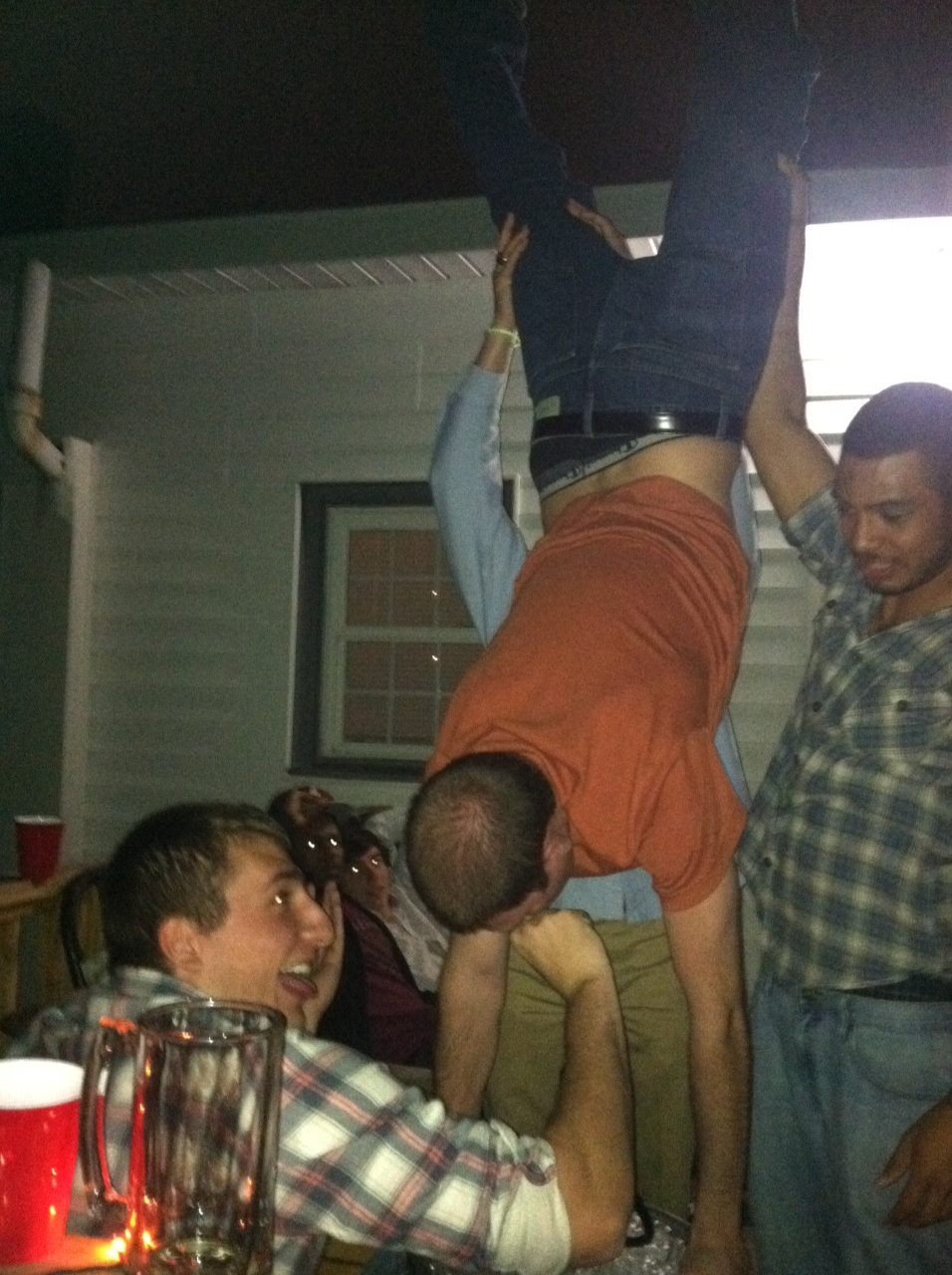
ケグ・スタンドをおこなうアメリカの若者（2012年）

ケグ・スタンド(keg stand)は、逆立ちした状態でケグからビールを一気飲みで飲めるだけ飲むゲームである。逆立ちしたままだと両手がふさがってしまうため、別の人間が足をささえたりケグに口をあてるのを手助けしたりする。

## 起源
ケグ・スタンドの起源ははっきりしていないが、アメリカの学生カルチャーにおいては定番となっている習慣であり、特にフラタニティのような男子学生の集まりや大規模なイベントやパーティではおなじみにになっている。フラタニティやソロリティにおけるイベントでケグ・スタンドがおこわれる様子はマスコミからもよく取り上げられる。

## 危険性
もちろんケグ・スタンドを行うことは通常の逆立ちをしたときと同じように転倒して怪我をするリスクもあるが、ビールの飲酒によるアルコール摂取を考えるとより危険である。
大量のビールを、しかも一気に飲む行為は急性アルコール中毒を起こす危険がある。めまいや吐き気、血中アルコール濃度の上昇、脳や肝臓などの臓器への回復不能なダメージをあたえる可能性などの副作用も考えられる。
2002年9月、インディアナ大学の学生であったセス・コロナは、ケグ・スタンドを行っている最中に頭を打って死亡した。友人は、たおれたているセスのことを二日酔いだと思い込み、セスが病院に搬送されすぐに死亡が確認される状態になるまで放置していた。